# Dragon Ball Z: Fukkatsu no Fusion!! Gokū to Vegeta
Dragon Ball Z: Cánh cửa địa ngục (ドラゴンボールZ 復活のフュージョン!!悟空とベジータ, Doragon Bōru Zetto: Fukkatsu no Fusion!! Gokū to Bejīta) là bộ phim hoạt hình thứ 12 trong loạt Dragon Ball Z. Được sản xuất vào ngày 4 tháng 3 năm 1995 tại Nhật Bản và vào ngày 17 tháng 3 năm 2006 tại Hoa Kỳ.

## Nội dung
Câu chuyện xảy ra khi một thiếu niên Thiên đình quên thay bồn của máy giặt linh hồn, cỗ máy tẩy rửa linh hồn xuống địa ngục. Khi bồn giặt phát nổ, thiếu niên bị biến thành quái vật Janenba. Janenba làm đảo loạn địa ngục, hồi sinh Frieza cùng đồng đảng và những kẻ xấu đã chết khác. Toàn bộ các linh hồn đều tẩu thoát và đều xổng ra thế giới loài người! Lúc này Diêm Vương phải cầu cứu Goku. Goku và Vegeta phải Fusion (lưỡng long nhất thể) để đánh bại Janemba, 1 tên quái vật được sinh ra dưới địa ngục.

## Lồng tiếng
| Nhân vật    | Lồng tiếng (Tiếng Nhật)     | Lồng tiếng (Tiếng Anh)          |
| ----------- | --------------------------- | ------------------------------- |
| Goku        | Nozawa Masako               | Sean Schemmel                   |
| Gohan       | Nozawa Masako               | Kyle Hebert                     |
| Goten       | Nozawa Masako               | Kara Edwards                    |
| Vegeta      | Horikawa Ryo                | Christopher Sabat               |
| Trunks      | Kusao Takeshi               | Laura Bailey                    |
| Hercule     | Ghori Daisuke               | Chris Rager                     |
| Bulma       | Tsuru Hiromi                | Tiffany Vollmer                 |
| Chi-Chi     | Watanabe Naoko              | Cynthia Cranz                   |
| Videl       | Minaguchi Yuko              | Kara Edwards                    |
| Pikkon      | Midorikawa Hikaru           | Kyle Hebert                     |
| Rồng thiêng | Satõ Masaharu               | Christopher Sabat               |
| King Kai    | Yanami Joji                 | Sean Schemmel                   |
| South Kai   | Nishio Toku                 | Dameon Clarke                   |
| West Kai    | Shimada Bin                 | Kyle Hebert                     |
| East Kai    | Yamamoto Keiko              | Stephanie Nadolny               |
| Grand Kai   | Saikachi Ryûji              | Evan Jones                      |
| Diêm Vương  | Ghori Daisuke               | Chris Rager                     |
| Janemba     | Genda Tesshô                | Jim Foronda Kent Williams       |
| Fide        | Nakao Ryuusei               | Linda Young                     |
| Gogeta/Veku | Nozawa Masako Horikawa Ryo  | Sean Schemmel Christopher Sabat |
| Gotenks     | Nozawa Masako Kusao Takeshi | Kara Edwards Laura Bailey       |
| Narrator    | Yanami Joji                 | Kyle Hebert                     |

## Âm nhạc
- OP
  1. "WE GOTTA POWER"
    - Lời: Mori Yukinojō, Nhạc: Kiyoka Chiho, Arrangement: Yamamoto Kenji, Thể hiện: Kageyama Hironobu
      - Lời bài hát
- ED
  1. 最強のフュージョン (Saikyô no Fyūjon The Strongest Fusion?)
    - Lời: Mori Yukinojō, Nhạc: Hayashi Tetsuji, Arrangement: Hayashi Yūzō, Thể hiện: Kageyama Hironobu
      - Lời bài hát